# Mullins River
Mullins River är ett vattendrag i Belize. Det ligger i distriktet Stann Creek, i den östra delen av landet, 50 km öster om huvudstaden Belmopan.